# Trichlorsilan
Trichlorsilan je anorganická sloučenina se vzorcem HSiCl3, derivát silanu. Přečištěný trichlorsilan se používá na výrobu ultračistého křemíku sloužícího k výrobě polovodičů. Ve vodě se rozkládá na polymerní silikon a kyselinu chlorovodíkovou. Vzhledem ke své reaktivitě a snadné dostupnosti se často používá při přípravě organických sloučenin křemíku.

## Výroba
Trichlorsilan se vyrábí reakcí metalurgicky čistého křemíku s plynným chlorovodíkem při 300 °C. Vedlejším produktem je vodík:
Si + 3 HCl → HCl3Si + H2
Výtěžnost bývá 80 až 90 %. Nejvýznamnějšími vedlejšími produkty jsou chlorid křemičitý (SiCl4), hexachlordisilan (Si2Cl6) a dichlorsilan (H2SiCl2); trichlorsilan se ze směsi produktů odděluje destilací.

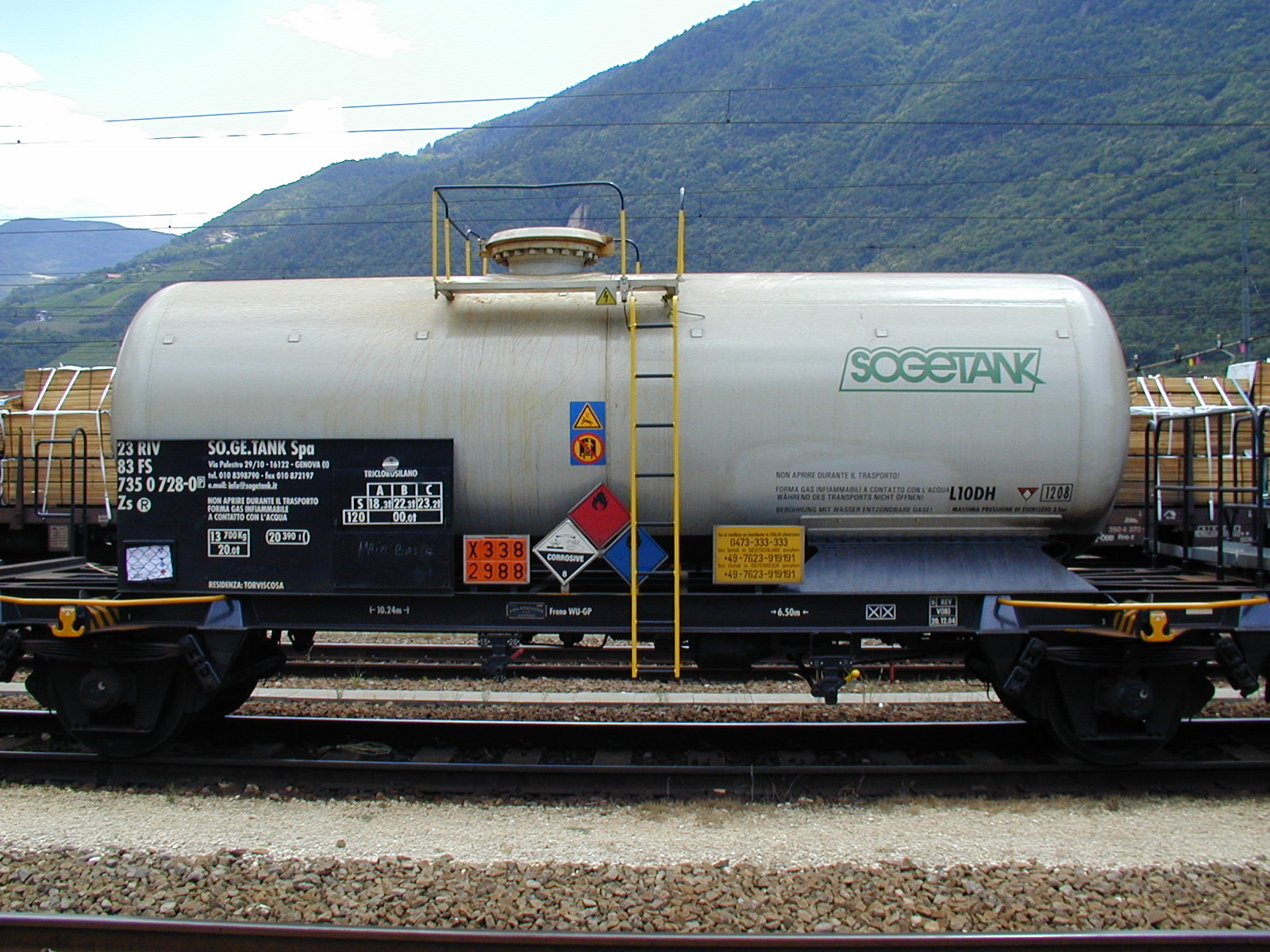
Cisterna s trichlorsilanem

Také jej lze získat z chloridu křemičitého:
Si + 3 SiCl4 + 2 H2 → 4 HSiCl3

## Použití
Trichlorsilan je základní surovinou při výrobě ultračistého křemíku pro polovodiče:
HSiCl3 → Si + HCl + Cl2

### Hydrosilylace
Při hydrosilylaci reaguje trichlorsilan s alkeny za vzniku organokřemičitých sloučenin, jako jsou například oktadecyltrichlorsilan (OTS), perfluoroktyltrichlorsilan (PFOTCS) a perfluordecyltrichlorsilan (FDTS). Tyto látky se používají v nanotechnologiích na tvorbu samostatně sestavených monovrstev. Některé takové vrstvy obsahující fluor snižují povrchovou energii a omezují lepivost. Tento jev se často využívá v nátěrech pro mikroelektromechanické systémy (MEMS), v technologii NIL a v nástrojích na vstřikování plastů.

### Organická syntéza
Trichlorsilan se používá k přeměně kyseliny benzoové a jejích derivátů na tolueny. V prvním kroku se z karboxylové kyseliny připraví trichlorsilylbenzylová sloučenina. Ta se následně pomocí zásady přemění na derivát toluenu.